# Te aa no areois
Te aa no areois ou La Graine de l'Areoi est une peinture post-impressionniste de Paul Gauguin de 1892. Elle représente une Tahitienne assise sur un tissu bleu foncé et tenant dans sa main gauche une plante fleurie. Gauguin a donné à son tableau le titre tahitien Te aa no areois. Le tableau fait désormais partie de la collection du Museum of Modern Art (MoMA) de New York.

## Contexte
Gauguin s'était rendu à Tahiti en 1891 et était arrivé à Papeete en juin. Son image romantique d'un paradis intact a été en partie influencée par le récit Le Mariage de Loti de Pierre Loti. Il découvre cependant que la colonisation française a détruit cette image idéalisée. Il a donc essayé d'exprimer les aspects de cette culture dans ses œuvres. Il choisit pour cela des titres tahitiens tels que Fatata te miti, Te Faaturuma ou Manao tupapau pour montrer des paysages idylliques dans des décors supposés spirituels, en choisissant des formes simples. En juillet 1893, il rentre en France dans l'espoir de connaître enfin le succès avec ses nouvelles œuvres. En 1894, il souhaite publier le livre Noa Noa, qui contient plusieurs gravures sur bois reflétant ses impressions sur Tahiti. Ni le livre ni une exposition personnelle dans la galerie de Paul Durand-Ruel ne furent bien accueillis par le public, si bien qu'il quitta définitivement la France en juillet 1895. Gauguin, et en particulier ce tableau, ont été les pionniers du mouvement artistique ultérieur du Primitivisme, qui a permis aux artistes, par exemple, de dépasser la perspective du point de fuite depuis la Renaissance.

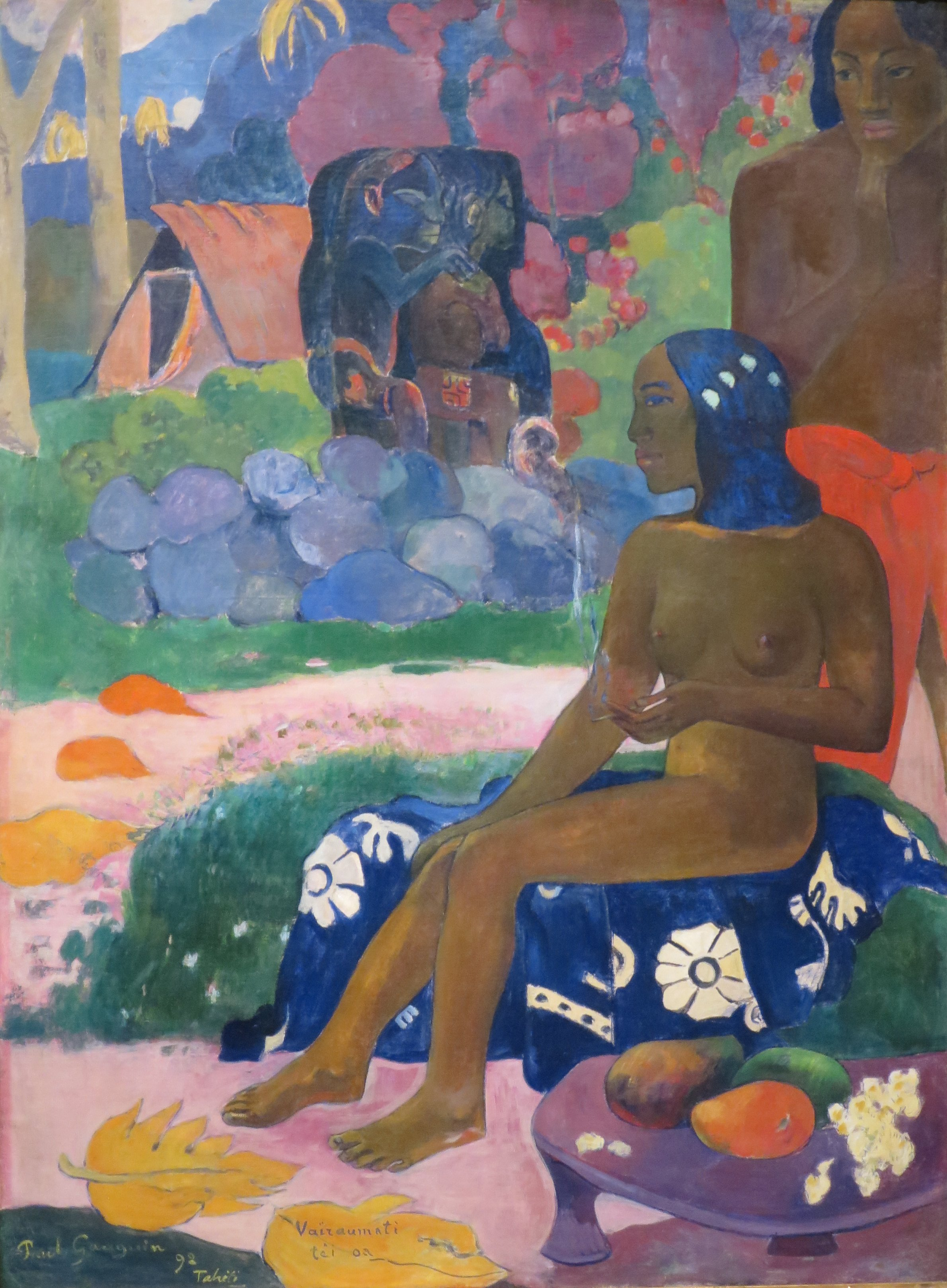
Son nom est Vairaumati 1892, Musée Pouchkine, Moscou

## Description
Le tableau mesure 92,1 × 72,1 cm et est réalisé à l'huile sur toile de jute.
La femme assise sur le tissu bleu foncé, en partie décoré de formes symboliques figuratives et géométriques blanches, tient dans sa main gauche une plante à fleurs. Ses pieds reposent sur un fond rouge. En bas à gauche, le titre original du tableau de Gauguin en langue tahitienne Te aa no AREOİS est écrit sur une feuille de palmier jaune couchée. En bas à droite se trouve une petite table avec des fruits. La signature rouge de Gauguin P. Gauguin 92 est visible sur la planche. Derrière la femme se trouvent des fleurs roses à violettes, derrière lesquelles il y a une prairie verte avec des palmiers aux feuilles jaunes. Un profond ravin en forme de V avec un ciel blanc et nuageux, bordé de parois rocheuses bleues et abruptes, forme la conclusion en perspective du tableau. Le choix des couleurs de Gauguin a choqué le public contemporain. Il choisit les tons rouge, jaune et marron au premier plan du tableau, et le jaune et le violet complémentaire en arrière-plan. La posture de la femme est inspirée de l'Égypte antique, la position des bras est calquée sur les représentations du temple javanais de Borobudur. Les zones du tableau en aplat de couleur ne comportent aucune ombre, ce qui suggère des influences de la peinture japonaise. On trouve également des éléments de la culture occidentale, comme le symbolisme du peintre Pierre Puvis de Chavannes, qui a peint des poses similaires avant Gauguin,,.

## Provenance
Le tableau faisait initialement partie de la collection A. Fontaine, puis celle du docteur Abel Desjardins. Le marchand d'art Jacques Seligmann vendit le tableau à l'homme de médias new-yorkais William S. Paley en 1936. Après la mort de Paley en 1990, sa collection d'art, dont le tableau La graine de l'Areoi, a été offerte au MoMA.

## Expositions

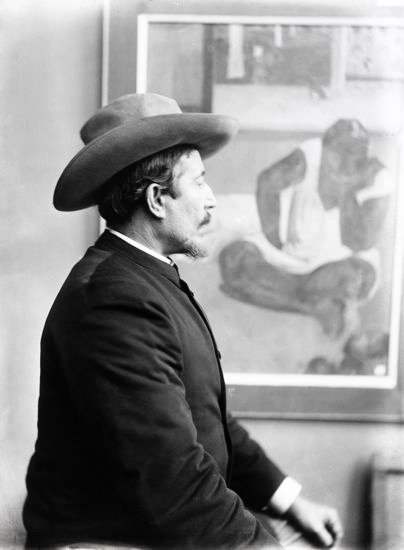
Gauguin devant le tableau Te Faaturuma à l'exposition de 1893

- Novembre 1893 : Exposition personnelle à la galerie Paul Durand-Ruel sous le titre Œuvres récentes de Gauguin
- 1897 : Quatrième Exposition de La Libre Esthétique, Bruxelles
- 1928 : Paul Gauguin, Kunsthalle de Bâle
- 1933 : Exposition du décor de la vie sous la Troisième République, musée du Louvre
- 1935 : L'Impressionnisme, Palais des Beaux-Arts de Bruxelles
- 1939/1940 : Matériaux d'art, Exposition universelle de New York de 1939
- 1955 : Peintures provenant de collections privées, The Museum of Modern Art, New York
- 2004 : Le MoMA à Berlin. Chefs-d'œuvre du Museum of Modern Art, New York, Neue Nationalgalerie, Berlin[1]

## Littérature
- Paul Gauguin : Noa Noa. Bruno Cassirer, Berlin 1925
- Mark Getlein, Rita Gilbert : Gaugins Te Aa No Areois – The Seed of the Areoi. Dans : Living with art. McGraw-Hill, New York, NY 2010, S. 476
- Paul Gauguin […] The Seed of the Areoi (Te aa no areois), 1892. Dans : MoMA Highlights: 350 Works from The Museum of Modern Art, New York. The Museum of Modern Art, New York, NY 2013,  (ISBN 978-0-87070-846-6), S. 22 (books.google.de).
- Paul Gauguin – Tahiti. Dans : Encyclopædia Britannica.

## Liens web
- Ressources relatives aux beaux-arts :   - Google Arts & Culture
  - Museum of Modern Art
- Te aa no areois deartibus.it (en italien, avec d'autres photos similaires de cette phase)